# Sextus Vettulenus Cerialis
Sextus Vettulenus Cerialis was een Romeins legeraanvoerder en politicus in de eerste eeuw na Chr.
Cerialis was afkomstig uit Raete, niet ver van Rome. Hij behoorde tot de senatoriale stand. Onder keizer Nero bekleedde hij het prestigieuze ambt van quaestor Augusti. Vervolgens diende hij als praetor Augusti.
Tijdens de Joodse oorlog was Cerialis legatus legionis van het Legio V Macedonica, een van de Romeinse legioenen die werd ingezet om de opstand neer te slaan (67-70). Zelf stond Cerialis daarbij onder bevel van Vespasianus en later van diens zoon Titus. Een van de wapenfeiten van Cerialis tijdens de Joodse oorlog is dat hij met een regiment ruiters in 68 de steden in Idumea voor der Romeinen wist te heroveren op de opstandelingen.
Na de val van Jeruzalem in 70 keerde Titus terug naar Rome. Cerialis werd nu legatus Augusti pro praetore over Judea en kreeg daarmee het bevel over alle Romeinse troepen in de provincia, waaronder het Legio X Fretensis. In 71 werd hij afgelost door Sextus Lucilius Bassus. Cerialis keerde daarop terug naar Rome.
In 72-73 werd Cerialis verkozen tot consul suffectus. Vervolgens diende hij als legatus Augusti pro praetore in Moesia (74/75 - 78/79). Vermoedelijk bekroonde hij zijn carrière als proconsul van Africa. Of hij hier ook overleed of dat hij later terugkeerde naar Rome valt uit de beschikbare historische bronnen niet op te maken.